# Les Avirons
Les Avirons is een gemeente op Réunion en telt 10.705 inwoners (2011). De oppervlakte bedraagt 26,27 km², de bevolkingsdichtheid is 407 inwoners per km².